# John O. Brennan
John Owen Brennan (North Bergen, 22 settembre 1955) è un agente segreto statunitense, direttore della Central Intelligence Agency (CIA) dall'8 marzo 2013 al 20 gennaio 2017.
Ha esercitato il ruolo di capo consulente per l'antiterrorismo per il Presidente Statunitense Barack Obama e ha ricoperto la carica di Deputy National Security Advisor for Homeland Security and Counterterrorism e di Assistente del Presidente. In precedenza, durante la campagna presidenziale del 2008 e il successivo periodo di transizione, consigliava il futuro Presidente Obama sulla politica estera e sulle questioni di intelligence. Brennan ritirò la candidatura per il ruolo di Direttore della CIA durante la prima Amministrazione Obama in seguito alle preoccupazioni del suo sostegno al trasferimento di sospetti terroristi verso paesi dove avrebbero subito torture (Extraordinary rendition), mentre serviva l'Agenzia sotto la presidenza di George W. Bush.
Nei 25 anni trascorsi alla CIA, Brennan lavorò come analista del Vicino Oriente e dell'Asia meridionale, come comandante in loco in Arabia Saudita e come direttore del National Counterterrorism Center. Dopo aver lasciato l'attività governativa nel 2005, Brennan divenne CEO della The Analysis Corporation, un'attività di consulenza sulla sicurezza, e ricoprì il ruolo di Presidente del Consiglio di Amministrazione della Intelligence and National Security Alliance, un'associazione no-profit di professionisti dell'intelligence.
In seguito, servì la Casa Bianca come Assistente al Presidente per la Sicurezza Nazionale dal 2009 al 2013 e nel gennaio dello stesso anno, il Presidente Obama lo nominò direttore della CIA. La ACLU si rivolse al Senato chiedendo di non ratificare la nomina finché non si avesse conferma che "l'intero suo operato fu entro i limiti di legge". La nomina fu successivamente approvata dalla Commissione di Intelligence del Senato il 5 marzo 2013, con una votazione di 12 contro 3, succedendo così a David Petraeus nel ruolo di Direttore della CIA.
Brennan attualmente è un analista per la sicurezza nazionale e d'intelligence per la NBC News e la MSNBC, e la sua prima apparizione in tale ruolo televisivo è stata a Meet the Press with Chuck Todd domenica 4 febbraio 2018.

## I primi anni
Figlio di immigrati irlandesi originari di Roscommon, nella Repubblica d'Irlanda, il padre Owen era un fabbro, trasferitosi in New Jersey nel 1948.
John O. Brennan nacque a North Bergen, New Jersey il 22 settembre 1955. Frequentò la Scuola Elementare Immaculate Heart of Mary e si diplomò al Saint Joseph of the Palisades High School a West New York, New Jersey per poi iscriversi alla Fordham University a New York City.
Mentre era su un autobus diretto all'università, lesse un annuncio sul New York Times riguardo all'arruolamento nella CIA, pensò quindi che una carriera nell'Agenzia di Intelligence sarebbe potuta essere un buon modo di unire la sua voglia di girare il mondo e di servire il proprio paese. Il suo percorso di studi comprese un anno all'estero per imparare l'arabo e alcuni corsi sulla storia e sulla cultura del Medio Oriente alla American University del Cairo.
Nel 1976, votò per Gus Hall, candidato del Partito Comunista degli Stati Uniti d'America alle Elezioni presidenziali; in seguito dichiarò che ciò era da intendere come un "segnale della mia infelicità verso il sistema e il bisogno di un cambiamento".
Ricevette un Baccellierato in Arti in Scienze Politiche nel 1977. Successivamente si iscrisse all'University of Texas di Austin, ricevendo un Master of Arts in attività di governo incentrato in studi sul Medio Oriente nel 1980. Parla arabo fluentemente.

## Carriera

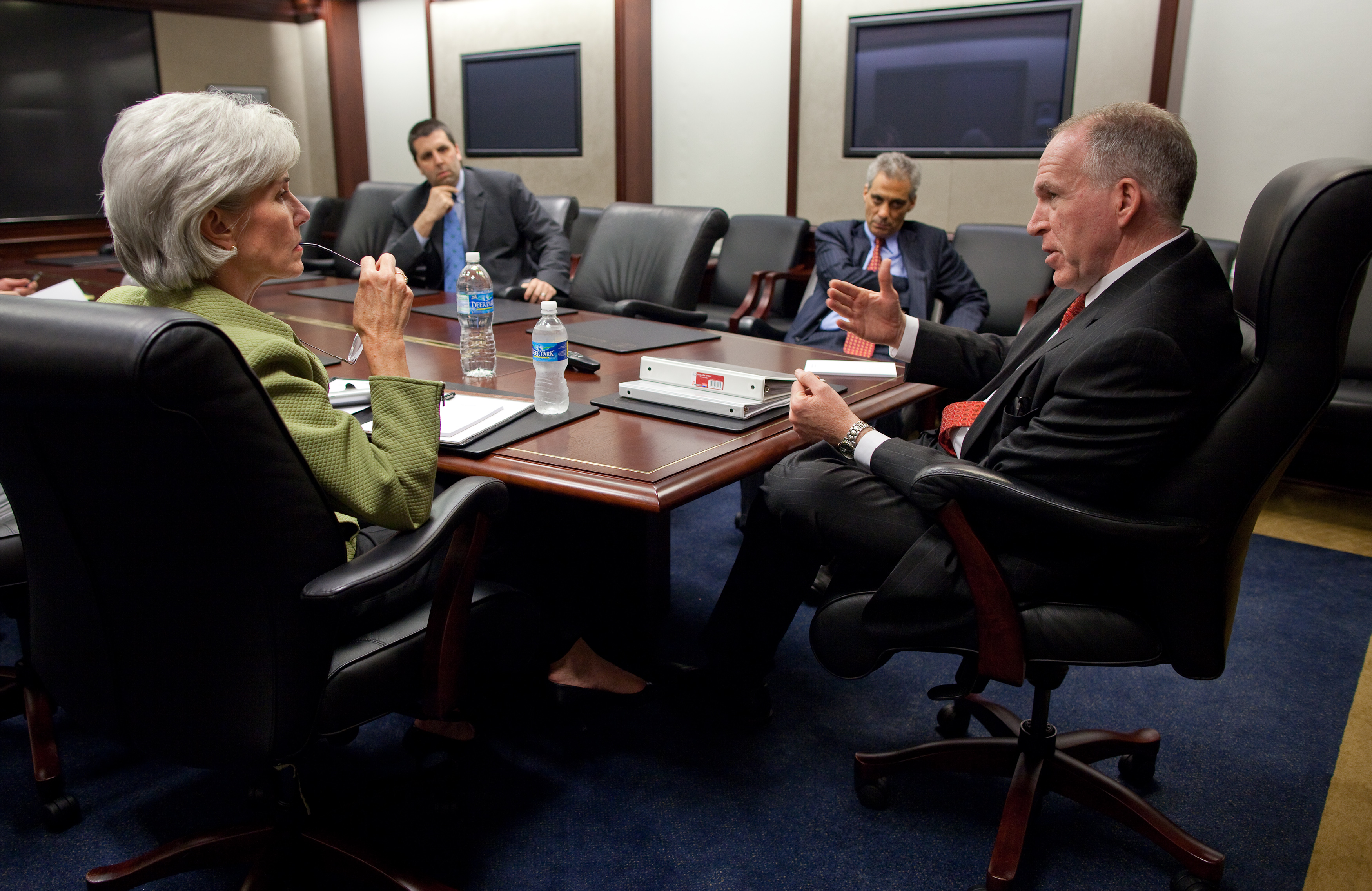
Brennan con Kathleen Sebelius e Rahm Emanuel alla Casa Bianca, aprile 2009

Brennan iniziò la sua carriera alla CIA come analista e trascorse 25 anni all'interno dell'Agenzia. Partecipava attivamente alle riunioni quotidiane di intelligence con il Presidente Bill Clinton. Nel 1996, era il comandante in loco della CIA a Riyadh, in Arabia Saudita, quando durante l'Attentato delle Khobar Towers rimasero uccisi 19 uomini in servizio statunitensi. Nel 1999, fu promosso a capo dello staff di George Tenet, l'allora Direttore della CIA e due anni dopo, ne divenne vice direttore esecutivo. Fu direttore del nuovo Terrorist Threat Integration Center dal 2003 al 2004, un ufficio che raccoglieva informazioni per i briefing giornalieri segreti del presidente Bush utilizzando i servizi di analisti di una dozzina di agenzie ed enti statunitensi. Uno degli aspetti più controversi della sua carriera coinvolse la trasmissione di informazioni all'Amministrazione Bush che portarono al "Orange Terror Alert", verso la fine del 2003. Il Centro, che pretendeva di elencare possibili obiettivi terroristici, non era ben vista all'interno della CIA e fu in seguito screditata. Un funzionario dell'amministrazione Obama non contestò che Brennan abbia distribuito tali informazioni durante la Presidenza Bush, ma sostenne che egli passò tali informazioni perché quello era il suo lavoro. Il suo ultimo incarico di intelligence è stato come direttore del National Counterterrorism Center nel 2004 e 2005, incorporando le informazioni sulle attività terroristiche da tutte le agenzie degli Stati Uniti.
Brennan quindi abbandonò il servizio governativo per alcuni anni, diventando Presidente del Consiglio di Amministrazione della Intelligence and National Security Alliance (INSA) e amministratore delegato della The Analysis Corporation (TAC). Continuò a guidare la TAC anche dopo la sua acquisizione da parte del Global Strategies Group nel 2007, prima di rimettersi al servizio del governo sotto l'Amministrazione Obama come Consigliere della Sicurezza Nazionale il 20 gennaio 2009.
Il 7 gennaio 2013, Brennan fu nominato Direttore della Central Intelligence Agency.
Il 20 gennaio 2017, il suo incarico terminò e tre giorni dopo gli succedette Mike Pompeo, nominato dal Presidente Donald Trump.
Nel settembre 2017, Brennan fu nominato come Distinguished Non-Resident Scholar alla University of Texas at Austin, dove ricopre anche il ruolo di Consigliere Anziano per l'University's Intelligence Studies Project. È anche un consulente per la Kissinger Associates.

## Consigliere per l'anti-terrorismo del Presidente Obama

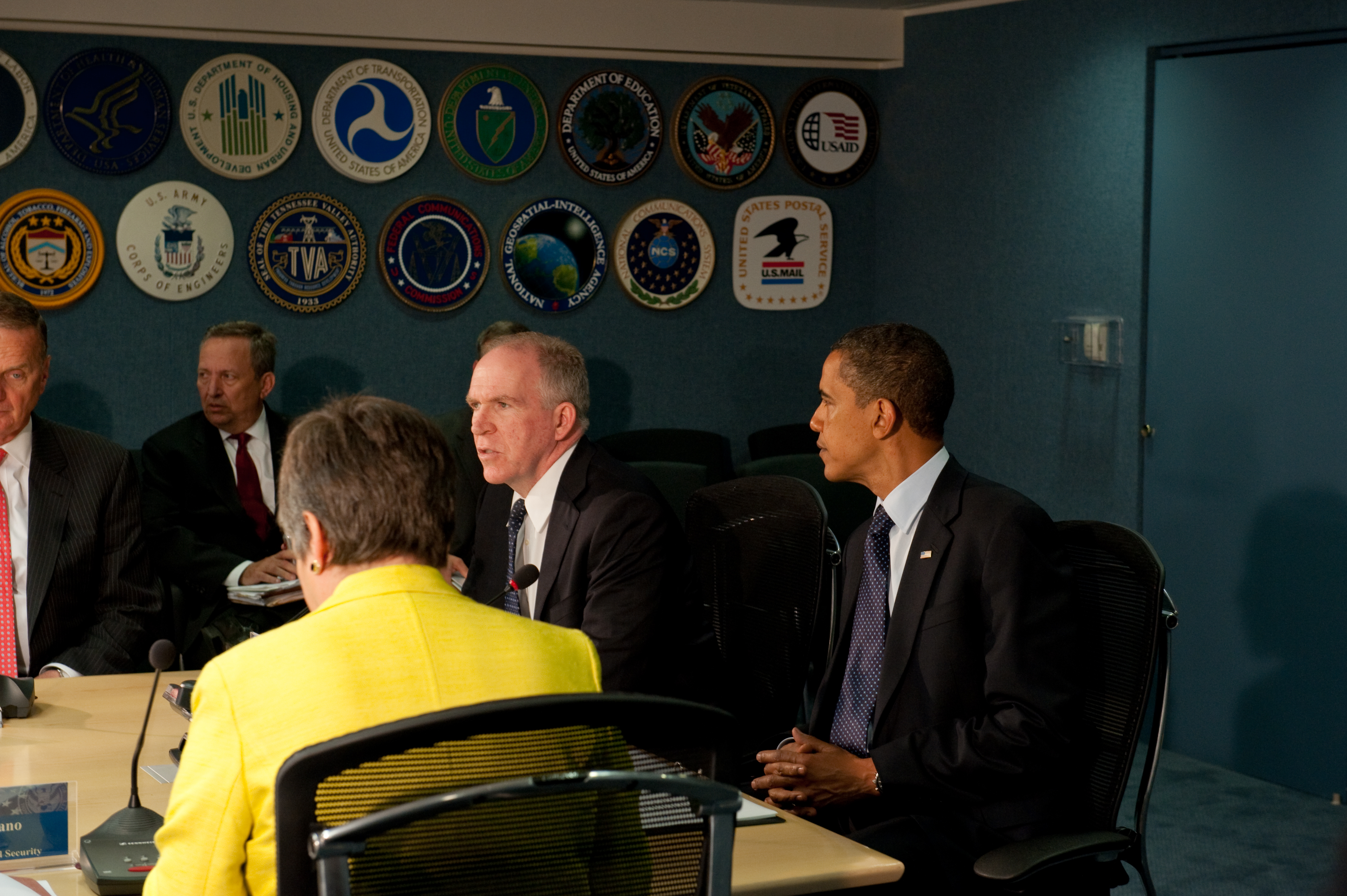
Brennan e il Presidente Barack Obama durante un meeting del Homeland Security Council, maggio 2009

Brennan è stato consigliere per la sicurezza nazionale per l'allora candidato alle presidenziali Barack Obama. Verso la fine del 2008, Brennan era indicato come la scelta migliore per diventare il futuro Direttore della CIA per l'imminente Amministrazione Obama. Tuttavia, Brennan si ritirò da tali considerazioni a causa delle opposizioni dovute ad alcune sue condotte effettuate sotto la presidenza di George W. Bush e alcune sue dichiarazioni pubbliche rese a sostegno degli interrogatori rafforzati e al trasferimento di sospettati di terrorismo in paesi in cui potrebbero essere torturati (extraordinary rendition). Il Presidente Obama lo nominò quindi proprio Deputy National Security Advisor for Homeland Security and Counterterrorism, il consulente capo del presidente per l'anti-terrorismo, una posizione che non richiede la ratifica del Senato.
Nell'agosto 2009, Brennan criticò alcune misure anti-terroristiche adottate durante la presidenza Bush, sostenendo che il waterboarding aveva minacciato la sicurezza nazionale aumentando il reclutamento di terroristi e diminuendo la disponibilità di altre nazioni a cooperare con gli Stati Uniti. Descrisse inoltre come l'Amministrazione Obama era concentrata verso gli "estremisti" e non contro i "jihadisti"": spiegò che usare il secondo termine, dal significato di chi sta lottando per un obiettivo santo, dà "a questi assassini la legittimità religiosa che cercano disperatamente" e suggerisce che gli Stati Uniti siano in guerra contro la religione musulmana. Nel gennaio 2010 Brennan sostenne in un'intervista al New York Times che "Ero fermamente contrario al waterboarding", un'affermazione che ripeté nel 2013, durante l'audizione al Senato per la ratifica della sua nomina a direttore della CIA da parte di Obama. Tuttavia nessuno dei suoi superiori alla CIA disse di ricordare tali obiezioni e nel 2018 Brennan dichiarò sempre al New York Times che “Non portavo in giro tali dichiarazioni cucite sulla mia giacca quando lavoravo all'agenzia; le esprimevo privatamente".
In una conferenza stampa alcuni giorni dopo il fallito attentato del giorno di Natale del 2009 sul Northwest Airlines Flight 253 da parte di Umar Farouk Abdulmutallab, Brennan dichiarò che le agenzie di intelligence americane non avevano perso nessun segnale che potesse prevenire l'attentato, ma in seguito invece disse di aver deluso il Presidente sottovalutando un piccolo gruppo di terroristi yemeniti e non collegandoli al tentato attentatore. Due settimane dopo, redasse un rapporto molto critico sulle prestazioni delle agenzie di intelligence statunitensi, concludendo che la loro attenzione ai tentativi terroristici mirati entro il territorio degli Stati Uniti era inadeguata. Nel febbraio 2010, si è lamentato su Meet the Press di essere stanco dei parlamentari repubblicani che usavano le questioni di sicurezza nazionale come "political football" di presentare accuse di cui non conoscevano i fatti.
Brennan era presente nella Situation Room nel maggio 2011 quando gli Stati Uniti condussero l'operazione militare che portò all'uccisione di Osama bin Laden. Definì la decisione del presidente Obama di portare avanti la missione come una delle "opportunità più ghiotte che sia mai capitata ad un presidente" All'indomani dell'operazione, Brennan dichiarò che le truppe statunitensi nel raid "incontrarono una grande resistenza" e che bin Laden aveva usato una donna come scudo umano.

### Programma sui droni
Nell'aprile del 2012, Brennan fu, durante la prima Amministrazione Obama, il primo ufficiale della CIA a riconoscere pubblicamente gli attacchi in Pakistan tramite droni, Yemen, Somalia, Libia, Afghanistan, e in altri paesi. Nel suo discorso illustrò la legalità, la moralità e l'efficacia del programma di attacco tramite droni. L'ACLU e altre organizzazioni dissentirono. Nel 2011 e 2012, ha anche aiutato la riorganizzazione, sotto l'egida del database Disposition Matrix, con il quale le persone al di fuori delle zone di guerra sono state inserite nell'elenco degli obiettivi dei droni. Secondo l'Associated Press, tale pratica ha aiutato a "concentrare il potere" all'interno dell'amministrazione della Casa Bianca.
Nel giugno 2011, Brennan ha affermato che le operazioni antiterrorismo statunitensi non avevano provocato "una singola morte collaterale" nell'ultimo anno a causa della "precisione delle capacità che siamo stati in grado di sviluppare". Nove mesi dopo, Brennan sostenne invece di aver detto "non avevamo informazioni" su eventuali morti civili e di non-combattenti durante il periodo di tempo in questione. Il Bureau of Investigative Journalism dissentì da tali affermazioni, citando alcune loro ricerche  che inizialmente annoveravano dai 45 ai 56 civili, inclusi sei bambini, rimasti uccisi da dieci droni statunitensi durante l'anno in questione. Successive ricerche portarono il Bureau a elevare la stima a 76 morti, compresi otto bambini e due donne. Sempre secondo il Bureau, le dichiarazioni di Brennan "non sembrano accompagnate da verifiche": tali commenti sulle morti collaterali sono forse spiegabili con il metodo di conteggio che considera tutti i maschi di età militare in una zona d'attacco come combattenti a meno che non ci siano informazioni esplicite per dimostrarli innocenti. The Atlantic è stato decisamente più severo nelle sue critiche, affermando che "Brennan è stato disposto a mentire su quegli attacchi dei droni per nascondere le terribili realtà".

## Direttore della CIA (2013–2017)

### Nomina

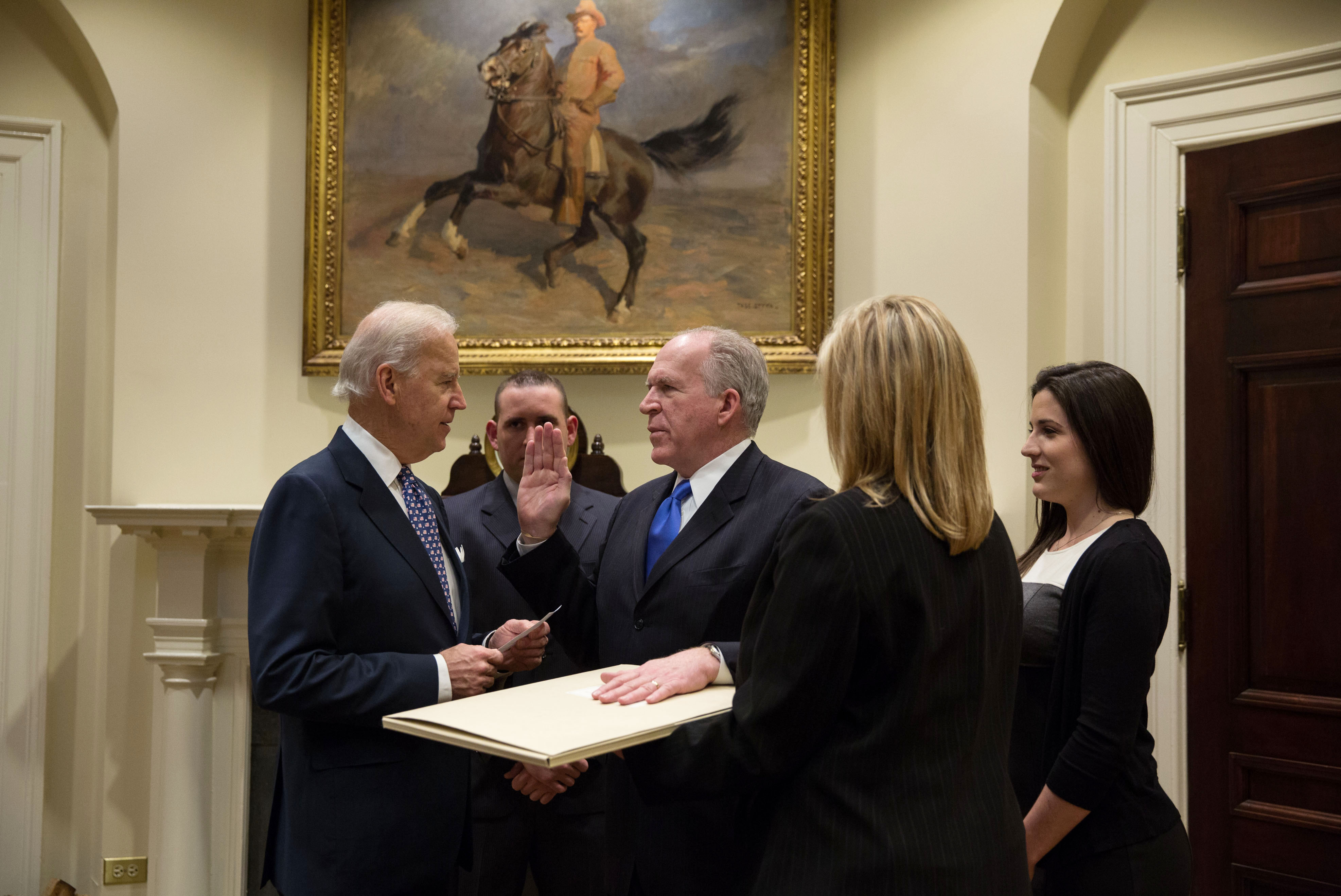
Brennan durante il giuramento come Direttore della CIA, 8 marzo 2013

Il Presidente degli Stati uniti Barack Obama nominò per due volte Brennan alla carica di Direttore della Central Intelligence Agency.
Morris Davis, ex procuratore capo delle Commissioni militari di Guantanamo, ha paragonato Brennan al canadese Omar Khadr, condannato per "aver commesso un omicidio in violazione delle leggi sulla guerra" suggerendo che il ruolo di Brennan nel prendere di mira gli individui per gli attacchi missilistici della CIA non era più autorizzato del lancio della granata per cui Khadr è stato accusato.
il 27 febbraio 2013, il Senate Intelligence Committee posticipò il voto, che dovrebbe dovuto essere preso il giorno successivo, sulla ratifica di Brennan alla carica di direttore della CIA fino alla settimana successiva. Il 5 marzo, l'Intelligence Committee approvò la nomina con una votazione di 12 a 3. Il Senato doveva riunirsi per il voto finale il 6 marzo 2013. Tuttavia il senatore del Kentucky Rand Paul iniziò un ostruzionismo per il voto, citando il presidente Barack Obama e l'uso da parte della sua amministrazione dei droni da combattimento contro gli americani, affermando che "nessun politico dovrebbe essere autorizzato a incolpare un individuo, a giudicarne la colpevolezza e tantomeno a giustiziarlo. Va contro tutto ciò che crediamo nel nostro paese". L'ostruzionismo di Paul continuò per ben 13 ore, terminando con le parole: "Sono fiducioso che abbiamo attirato l'attenzione su questo problema, che questo problema non svanirà e che il presidente presenterà una risposta in merito". Dopo l'ostruzionismo, Brennan è stato confermato da un voto di 63-34.

### Operato

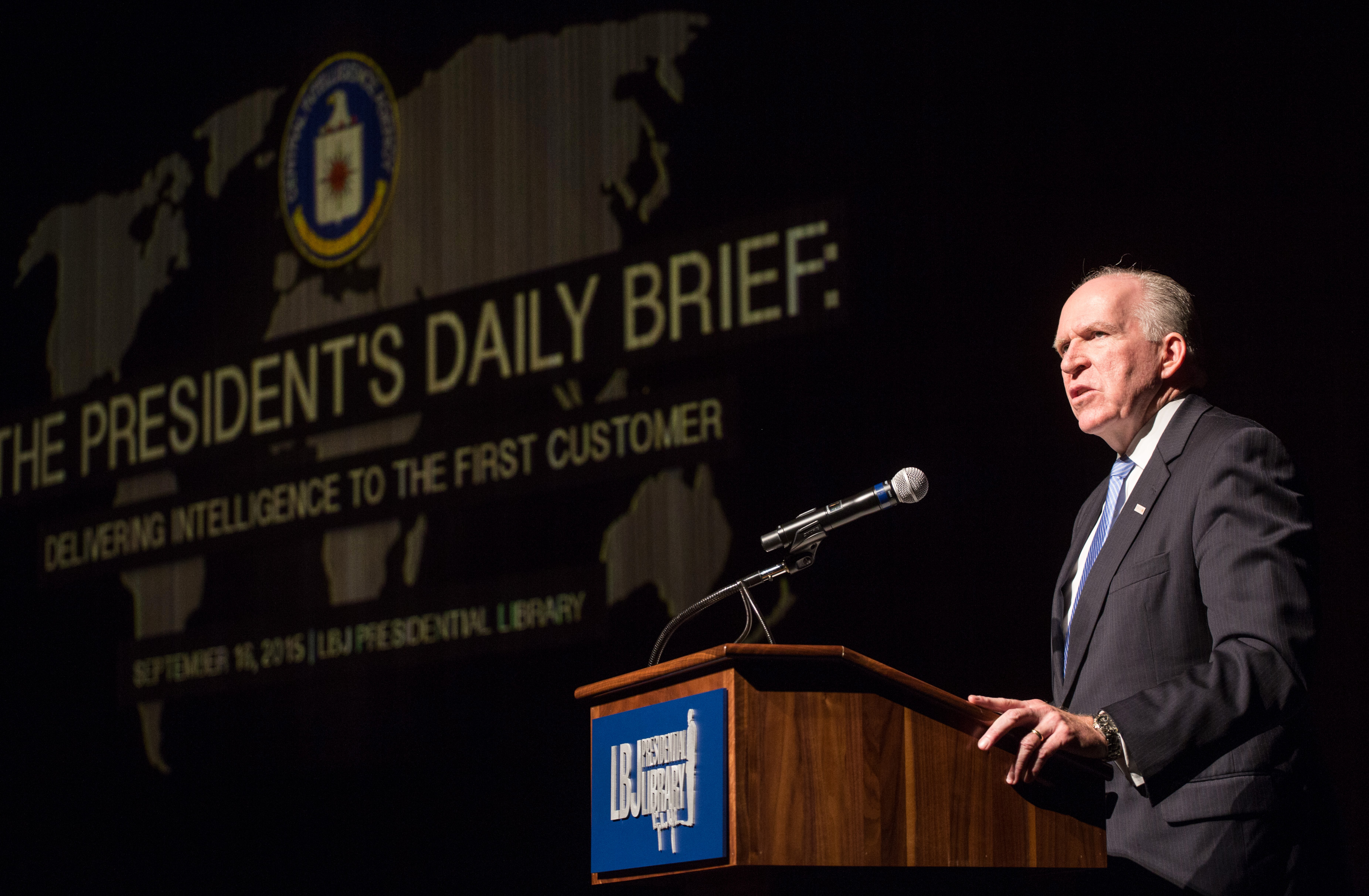
Brennan alla LBJ Presidential Library

Due mesi dopo aver ottenuto l'incarico, Brennan sostituì Gina Haspel come capo del National Clandestine Service con un ufficiale dei Marines, rimasto sotto copertura e ancora oggi non identificato. Nel giugno del 2013, Brennan nominò Avril Haines come suo Vice-Direttore, la prima donna a ricoprire tale carica.
Nell'aprile del 2014, Brennan si recò a Kiev dove incontrò il Primo Ministro ucraino Arseniy Yatsenyuk  e il Vice-Primo Ministro Vitaliy Yarema dove discussero sulla condivisione di dati di intelligence tra Ucraina e Stati Uniti.
Nell'estate del 2014, Brennan dovette affrontare lo scandalo nato in seguito alla rivelazione che alcuni dipendenti della CIA avevano acceduto impropriamente ai server del Senate Intelligence Committee sulla revisione del ruolo della CIA negli interrogatori avanzati e sulla extraordinary rendition. Brennan dovette scusarsi di fronte ai senatori e dichiarò che avrebbe "combattuto per il cambiamento della CIA" e che avrebbe inoltrato le conclusioni delle indagini interne sull'incidente all'Ispettore Generale. Dopo tali fatti, il senatore democratico Mark Udall disse che aveva perso la sua fiducia in Brennan."
Nel dicembre del 2014, Brennan si ritrovò nuovamente al centro delle polemiche quando difese le tecniche di interrogatorio della CIA: se da un lato ammetteva che le azioni degli agenti della CIA erano "aberranti", degne di "ripudio" e che, a volte, oltrepassavano i confini legali, Brennan affermò che la CIA aveva fatto "molte cose buone durante questo difficile momento per mantenere gli Stati Uniti un paese forte e al sicuro".
Durante l'audizione di fronte al Comitato di Intelligence del Senato nel giugno del 2016, Brennan mise in guardia della minaccia rappresentata dallo Stato Islamico, sostenendo come quest'ultimo avesse la capacità di attingere a "un grande gruppo di combattenti occidentali", reiterando inoltre le minacce poste dai cosiddetti "lupi solitari", definendoli "un problema eccezionalmente difficile da affrontare per la comunità dei servizi segreti". Brennan dettagliò le dimensioni dello Stato Islamico al Comitato, specificando che avevano più combattenti attivi di al-Qaida al suo apice e che erano diffusi tra l'Africa e il sud-ovest asiatico.
Durante il suo mandato, Brennan creò dieci nuovi "mission centers" nell'ottica di concentrare gli sforzi della CIA sulle minacce del cyberspazio, dove analisti e hacker lavorano insieme per affrontare particolari problemi o proteggere specifiche aree del pianeta. Inoltre, fondò il Direttorato per l'Innovazione Digitale (Directorate for Digital Innovation, DDI) per affinare le capacità dell'Agenzia nel settore della tecnologia dell'informazione e per creare nuovi strumenti per fronteggiare il cyber-spionaggio. Nonostante l'elogio generale per le sue azioni da parte della comunità dei servizi segreti riguardo al passaggio di Brennan verso il cyber, alcuni funzionari della CIA hanno palesato alcune perplessità riguardo all'allontanamento dall'intelligenza umana. Nel gennaio 2017, Brennan, accanto al direttore dell'FBI James Comey, il direttore della NSA Mike Rogers e il direttore dell'intelligence nazionale James Clapper informarono il presidente eletto Donald Trump nella Trump Tower sui risultati in merito all'interferenza delle elezioni russe e alle accuse contenute nel Dossier Steele.
Meno di una settimana prima che lasciasse l'incarico nel gennaio 2017, Brennan espresse diverse critiche al prossimo presidente Trump: "Non penso che abbia pienamente apprezzato le capacità russe, le intenzioni e le azioni che la Russia sta intraprendendo in molte parti del mondo". Brennan dichiarò inoltre che era "oltraggioso" che Trump stesse "equiparando la comunità di intelligence statunitense alla Germania nazista."

## Il caso WikiLeaks
Nell'ottobre 2015, il contenuto dell'account e-mail personale di Brennan fu rubato da un hacker e postato su WikiLeaks. Le e-mail rubate non contenevano informazioni top-secret ma includevano invece informazioni personali, come la bozza del Brennan's Standard Form 86 (SF-86). Durante una successiva conferenza sulla sicurezza alla George Washington University, Brennan ha proclamato la sua indignazione all'hack ma ciò dimostrava anche la necessità di "evolversi per affrontare queste nuove sfide e minacce." Nel gennaio 2017, uno studente del North Carolina, in seguito rappresentato dagli avvocati Marina Medvin e Jay Leiderman, è stato dichiarato colpevole in un tribunale federale della Virginia per le accuse relative all'hacking della posta elettronica di Brennan.

## Critiche al presidente Trump
Da quando ha lasciato l'incarico di direttore, Brennan è stato duramente critico nei confronti del presidente Trump. Nel marzo 2018, Brennan ha sostenuto che Trump soffriva di "paranoie", accusandolo di "costante travisamento dei fatti", e definendolo un "ciarlatano".
In seguito al licenziamento di Andrew McCabe, funzionario dell'FBI nello stesso mese, Brennan ha twittato su Trump: "Quando si scoprirà l'intera portata della tua venalità, turpitudine morale e corruzione politica, prenderai il tuo posto giusto come demagogo caduto in disordine nella pattumiera di storia. Puoi usare Andy McCabe come capro espiatorio, ma non distruggerai l'America... l'America trionferà su di te." Axios ha citato Brennan tra le risposte su Twitter agli aspri commenti di Trump su James Comey tra cui "La tua cachistocrazia sta crollando dopo il suo deplorevole viaggio... abbiamo l'opportunità di emergere da questo incubo più forti e più impegnati a garantire una vita migliore per tutti gli americani, compresi quelli che hai così tragicamente ingannato."

## Vita privata
Brennan è sposato con Kathy Pokluda Brennan, con cui ha avuto tre figli: un maschio e due femmine.
L'hacker britannico Kane Gamble, condannato a 2 anni di detenzione in un carcere giovanile, si è finto capo della CIA per accedere a informazioni altamente sensibili e ha hackerato l'account privato di posta elettronica e account iCloud di Brennan e ha persino preso il controllo dell'iPad della moglie. Il giudice nella motivazione della condanna ha indicato come Gamble si sia impegnato in "terrorismo informatico politicamente motivato."